# Tomasz Zieliński (mecenas sztuki)
Tomasz Zieliński (ur. 28 marca 1802 w Krakowie, zm. 18 czerwca 1858 w Kielcach) – naczelnik powiatu kieleckiego, kolekcjoner, miłośnik zabytków i sztuki. Pałac jego imienia znajduje się w centrum Kielc.

## Życiorys
Urodził się w Krakowie w niebogatej rodzinie szlacheckiej. Wcześnie osierociał, a opiekę nad nim roztoczyła Elżbieta Skotnicka, właścicielka bogatego zbioru obrazów, co w młodym Zielińskim rozbudziło zamiłowanie do sztuki.
W Krakowie ukończył też 5 klas gimnazjum, a w 1819 roku znalazł się w Warszawie. W stolicy Królestwa Polskiego Zieliński skończył Gimnazjum Wojewódzkie, a 3 lipca 1821 roku rozpoczął karierę urzędniczą od skromnego stanowiska aplikanta Biura Urzędu Municypalnego m. Warszawy.
W 1829 roku rozpoczął pracę w policji, obejmując posadę pisarza Cyrkułu VII. W okresie od 11 marca do 16 września 1831 roku nie otrzymywał pensji, co może znaczyć, że podczas powstania listopadowego nie przysłużył się władzy carskiej.
Po powstaniu kontynuował pracę w policji, osiągając wysokie szczeble urzędnicze oraz ordery (objął stanowisko komisarza kolejno XI, VII i IV Cyrkułu, otrzymał liczne pochwały, nagrody pieniężne oraz order św. Stanisława IV klasy i św. Anny III klasy). Był blisko związany z kontrowersyjnym oberpolicmajstrem Andriejem J. Storożenko, z jednej strony prezesem Komisji Śledczej dla badania popowstaniowych spisków, szefem tajnej policji w Królestwie i znanym łapownikiem, a z drugiej – człowiekiem wielkiej kultury, poetą, pisarzem i kolekcjonerem sztuki oraz pamiątek historycznych.
30 grudnia 1846 roku został mianowany naczelnikiem powiatu kieleckiego. Jego urzędowanie doczekało się bardzo dwuznacznych ocen, zarzutów o malwersacje, karygodnych zaniedbań i łapówek w zamian za protekcję, ale miał też duże zasługi dla miasta, szczególnie w zakresie estetyki przestrzeni urbanistycznej oraz opieki nad zabytkami. Dokonał regulacji rzeki Silnicy, zlecił wykonanie marmurowych chodników na głównych ulicach i uporządkowanie parku miejskiego, który kazał ozdobić malowniczym stawem, a także figurą św. Jana Nepomucena oraz kamiennymi wazonami (sprowadzonymi z Jędrzejowa). Był także inicjatorem inwentaryzacji zabytkowych budynków w powiecie oraz konserwacji i opieki nad pałacem biskupim.
Na początku lat 50. otrzymał awans na radcę dworu, ale zaraz potem rozpoczęły się kłopoty w związku z oskarżeniami o nadużycia i niedopatrzenia na urzędzie; wprawdzie w kilku procesach sądowych uwolniono go od kar, ale obciążono niemałymi opłatami sądowymi. Nałożyły się na to poważne kłopoty ze zdrowiem.
Zmarł w roku 1858, a na podstawie skomplikowanego postępowania spadkowego pozostawiony majątek (głównie dwór kielecki) odziedziczyła wdowa, galerię obrazów natomiast i zbiory przejął daleki kuzyn Aleksander Bronikowski z Warszawy.
Pochowany na Starych Powązkach w Warszawie (kwatera 157-1-9/10).